# Return
Return, també coneguda com a Return: A Case of Passion, és una pel·lícula independent de misteri del 1985, escrita, dirigida i coproduïda per Andrew Silver. Va ser el primer llargmetratge de Silver.

## Sinopsi
Diana Stoving, després d'haver experimentat una premonició, es convenç que la seva mare va ocultar la veritat sobre la seva història familiar. Diana viatja a Massachusetts per investigar. Casualment coneix una dona que estudia regressió a vides passades; un dels seus pacients és Day Whittaker, un jove que sembla estar posseït per l'esperit del difunt avi de Diana. En regressió, Day afirma que va morir en circumstàncies sospitoses.

## Repartiment
- Karlene Crockett com a Diana Stoving
- John Walcutt com a Day Whittaker
- Anne Francis com a Eileen Sedgeley
- Frederic Forrest com a Brian Stoving
- Lee Stetson com a Daniel Montcross
- Barbara Kerwin com a Ellen Fullerton
- Lisa Richards com Ann Stoving
- Hanna Landy com Elizabeth Holt
- Ariel Aberg-Riger com a Diana (3 anys)
- Thomas Cross Rolapp com a Lucky el mecànic
- Lenore Zann com a Susan
- Dennis Hoerter com a assistent del mecànic

## Producció
Return es va basar en la novel·la de 1972 Some Other Place. The Right Place. de Donald Harington. La pel·lícula es va rodar a Los Angeles i Massachusetts, i es va estrenar als cinemes el 24 de gener de 1986. Va ser llançat en VHS el 1988, amb una qualificació "R".

## Recepció
Les crítiques van variar de lleus a fortament negatives. Vincent Canby de The New York Times va trobar que Return era una "pel·lícula de misteri tècnicament competent però completament insensata sobre la possessió i la reencarnació". Va continuar dient que la pel·lícula està "sempre enfocada, plena de paisatges pintorescs, sense caràcter i fins i tot de suspens". El crític de Boston Globe Michael Blowen va escriure: "Els fans de la fascinació de la New Age de Shirley MacLaine per les vides passades haurien de trobar Return, un llargmetratge de producció local, entretingut... Aquesta pel·lícula independent té valors de producció de primer ordre i excel·lents actuacions, però no té la tensió i el suspens necessaris per impulsar-la al rang de les pel·lícules ocultes de primer nivell."
Variety va assenyalar que el subtítol ("A case of passion") "regalava" la subtrama romàntica i el final. La pel·lícula va rebre una acollida freda a eFilmCritic; Charles Tatum va descriure que generava "un sentiment complet d'indiferència", dedicant massa poc temps al "desenvolupament del personatge o al suspens". Va descriure el final del "gir" com a obvi. Eleanor Mannikka (Rovi/AllMovie) va escriure que "el tema passa de la possessió al thriller, s'alenteix en el procés...", donant a la pel·lícula dues estrelles (de cinc).

### Premis
John Walcutt va guanyar el premi al millor actor (Caixa de Catalunya) al XVIII Festival Internacional de Cinema Fantàstic de Sitges.